# Частна професионална гимназия по предприемачество и нови технологии „Полет“
Частната професионална гимназия по предприемачество и технологии „Полет“ в Благоевград, България подготвя професионални кадри от областта на икономиката, маркетинга и компютърната техника и технологии.

## Адрес
- Благоевград, 2700
- електронна поща: polet@cbbbg.com

## Прием 2015/2016

### Прием след седми, осми, девети или десети клас
- „Бизнес администрация“
- „Компютърна техника и технологии“
- „Туристическа анимация“

Приемът е по документи. Завършилите получават диплома за средно образование и свидетелсва за втора и трета професионална квалификация.